# Karel Eykman

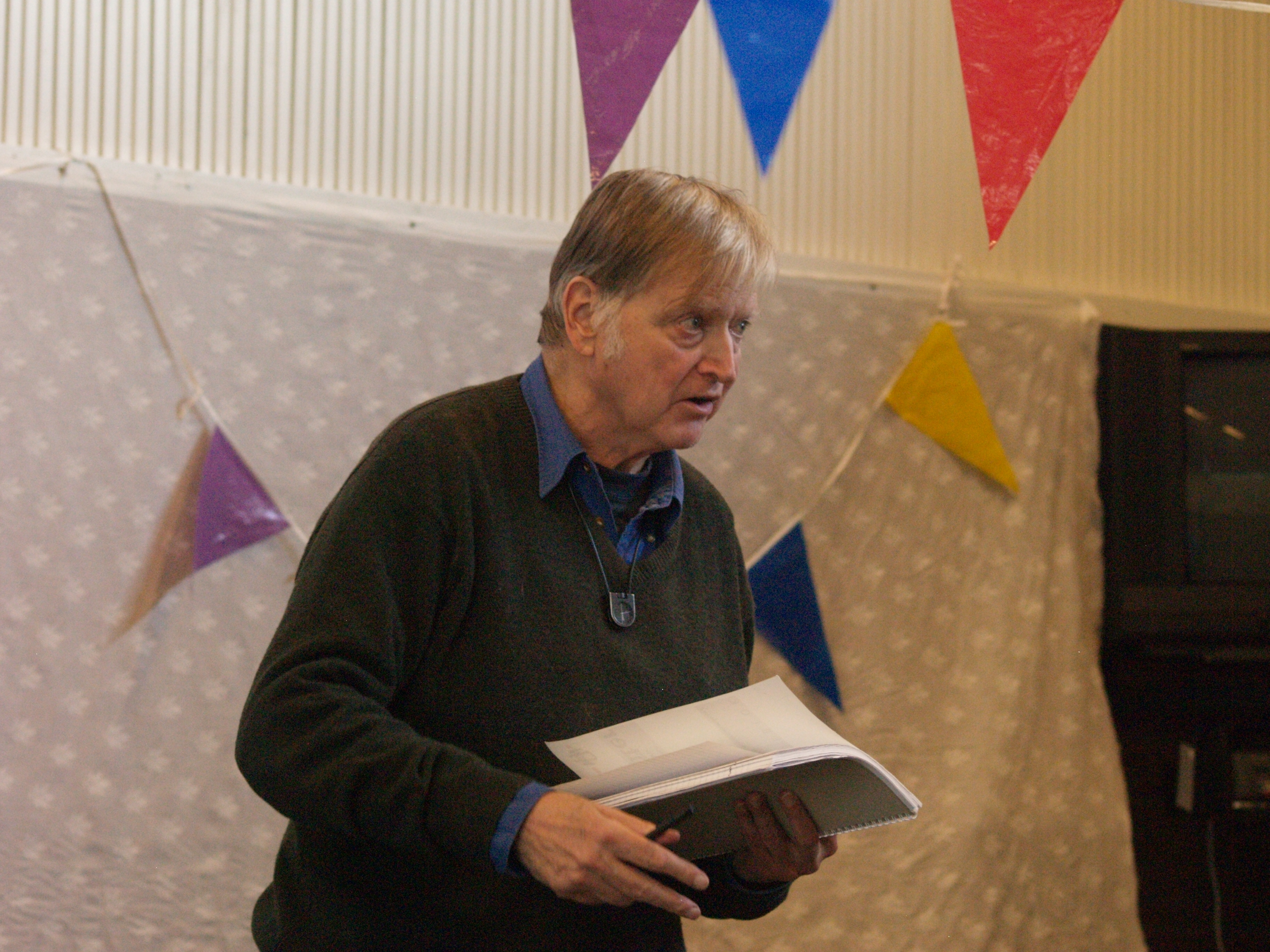
Karel Eykman (2011)

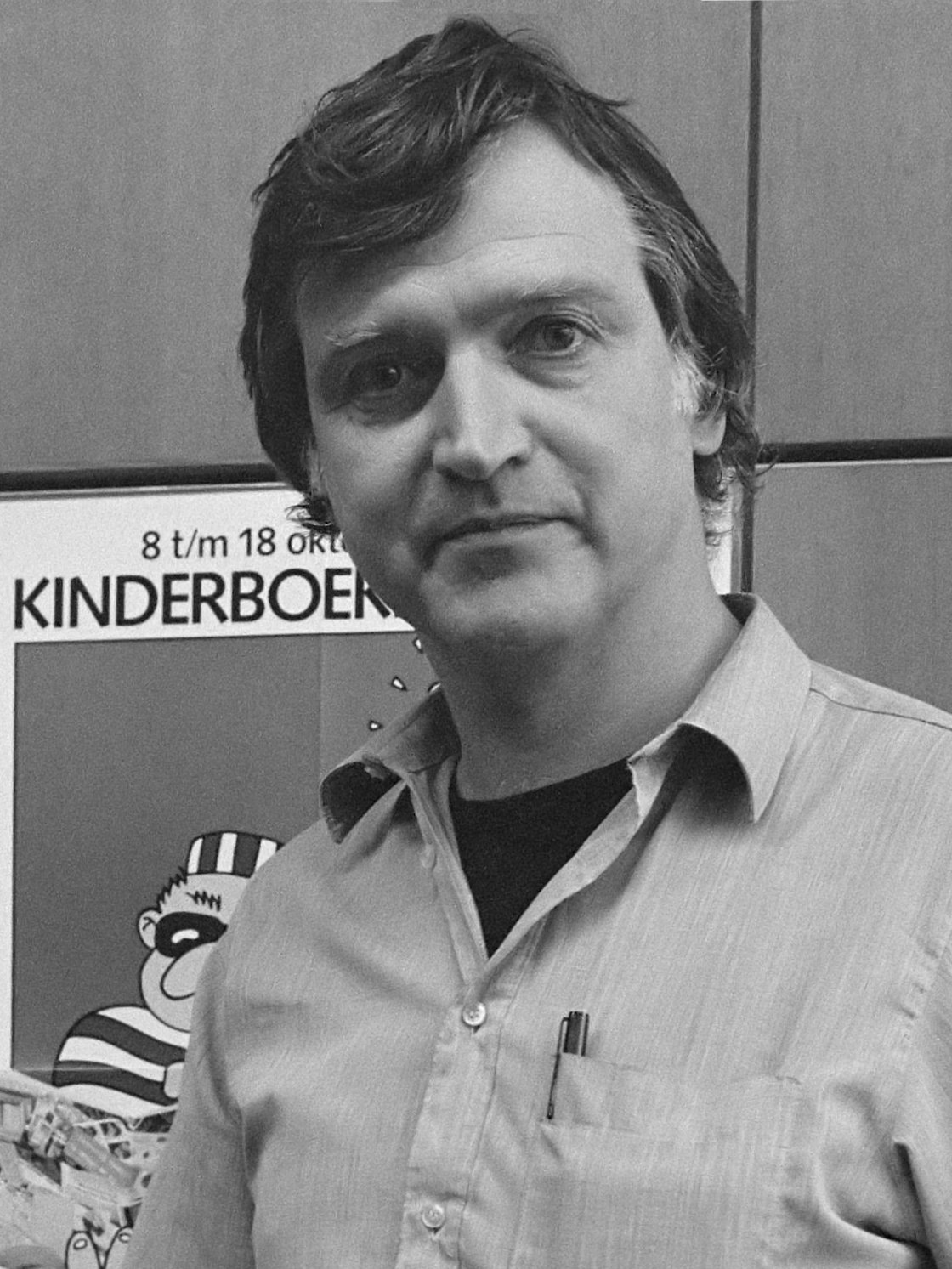
Karel Eykman (1986)

Karel Eykman (* 1. März 1936 in Rotterdam; † 30. August 2022) war ein niederländischer Kinder- und Jugendbuch- sowie Drehbuchautor.
Er studierte Theologie und begann seine schriftstellerische Laufbahn mit Bibelgeschichten für das Fernsehen und einer Kinderbibel. In der Folge schrieb er zahlreiche Kinder- und Jugendbücher sowie Drehbücher für das Fernsehen, von denen eine ganze Reihe mit Preisen ausgezeichnet wurden.

## Bibliografie
- 1961 – François Villon
- 1969 – De werksters van half vijf en andere gelijkenissen
- 1969 – Het begin
- 1969 – Noach
- 1971 – De nieuwe stad
- 1972 – Zo moet het kunnen
- 1973 – De eerste mensen
- 1973 – De jongen en het meisje
- 1973 – Ruth en Boaz
- 1974 – De vreselijk verlegen vogelverschrikker
- 1976 – Woord voor woord
- 1976 – Mag ik meedoen (mit A. Rampen)
- 1976 – Het plantsoen
- 1977 – De liedjes van Ome Willem
- 1977 – De allerallersterkste
- 1978 – Detectivebureau De Helpende Hand
- 1978 – Hand
- 1978 – Jarig
- 1978 – De oversteekplaats
- 1979 – Allemaal samen
- 1979 – Het verhaal van Johannes en wat hij zag in zijn dromen
- 1979 – De Gorterbuurt
- 1980 – Alles proberen
- 1981 – Liefdewerk oud papier
- 1981 – Kouwe kunstjes
- 1982 – Hoor eens even
- 1983 – Liefdesverdriet
- 1984 – Van alles wat voor iedereen
- 1985 – Het fort van Sjako
- 1988 – Sneeuwwitje en de zeven krakers
- 1991 – Koppen dicht!
- 1994 – Op blote voeten door de nacht
- 1994 – Mijn hoofd in de wolken
- 1996 – Link
- 1998 – Als er een God is
- 1999 – Rondje Rotjeknor
- 2002 – Op wie ben jij?
- 2003 – Zonder liefde ben je nergens
- 2004 – Waar het om gaat